# 普天間かおり
普天間 かおり（ふてんま かおり、本名同じ、1973年9月23日 - ）は、沖縄県中頭郡中城村出身の歌手、シンガーソングライター。旧芸名、本間 かおり（ほんま かおり）。

## 経歴
琉球王朝の流れを汲む家系に生まれる。3歳のころから歌い始め、沖縄の芸能界で知られた存在となる。1991年「本間かおり」としてスターチャイルドよりデビュー、アニメソングを中心に歌手活動を始める。その後1997年に芸名を本名に戻し、シンガーソングライターとしてインディーズでライブを中心に活動。2002年にシングル「髪なんか切ったりしない」でテイチクよりメジャーデビュー、現在に至る。
故郷沖縄のことを想った、スローな曲を数多く発表。またラジオ番組のパーソナリティも多数こなしている。ポッドキャスティング「KAORI TRAVEL うつくしま・ちゅらしま 極上の空旅物語」をラジオ福島にて配信中。
東海ラジオとは非常に縁が深く1991年のデビューの前から冠番組（「かおりのHello!アニポップ」1990年10月～1997年9月）を持ち、その後も「普天間かおりのアハハでウフフ」（2014年9月終了）に至るまで東海ラジオの様々な番組で20年以上にわたりパーソナリティを務めてきた。2001年からはラジオ福島を中心に活躍しており、福島県のローカルCMにも出演している。
福島県裏磐梯観光大使・福島県しゃくなげ大使。
2011年3月11日、ラジオ福島での生放送中に東日本大震災（東北地方太平洋沖地震）に遭う。その後、「Smile Again 0311」支援プロジェクトを立ち上げ、避難所でのライブやチャリティーコンサートの開催、震災後に書き下ろした楽曲「Smile Again」を音楽配信し、その収益の中から義援金を寄付したりと支援活動を始める。また、神保町の有志の方々と協力し、福島県の子どもたちへ本を贈る「スマイル文庫」の活動も開始。子どもたちのもとへ自ら出向き、絵本の読み聞かせや歌を届けている。この「スマイル文庫」の活動では、音楽の枠を超え様々な分野の方々とのつながりを持ちながら、その支援の輪を広げている。

## 作品

### シングル
本間かおり名義
- つかまえていて/星のララバイ 1991年1月（「鎧伝サムライトルーパー“メッセージ”」主題歌）
- 年上/想い出にさよなら 1991年8月
- 人生まだまだあげだマン/世界はワタシのために 1991年11月（「ゲンジ通信あげだま」主題歌）
- それいけコロリン/天国の子守歌 1992年5月 （「地球SOS それいけコロリン」主題歌）
- ところがどっこい!セクシー娘/壊れかけた鏡 1992年11月 （「魔物ハンター妖子2」主題歌）

普天間かおり名義
- 運命の糸/光の河 2000年11月10日
- この地球（ほし）に生まれて/大丈夫だよ… 2001年4月7日 （この地球に生まれて「ホシザキ電機」CMソング）
- 髪なんか切ったりしない/あくび 2002年10月23日
- 遥かな愛…（NHK金曜時代劇「蝉しぐれ」主題歌）/いつかの空 2003年8月21日
- 祈り（NHK「みんなのうた」2004年6月～7月放送）/笑って 2004年6月23日
- 泣けないラプソディ/愛のうた 2005年7月21日
- 花星賛歌（花星賛歌～ユーラシア・バージョン～（ロシア語）テレビ東京「美の巨人たち」主題歌）/君の讃歌 2006年1月25日
- 守りたいもの/わらい 2007年6月27日（2008年7月23日、DVD付で再発売）（守りたいもの「人形の東月」CMソング、テレビ東京「いい旅・夢気分」エンディングテーマ）…CMには本人も出演
- 掴めないもの（TBS系「噂の!東京マガジン」1～3月度エンディングテーマ）/Beautiful Name　2008年2月27日
- ハレルヤ（レナード・コーエンの曲「Hallelujah」を、普天間かおりのオリジナル日本語詞でカヴァー。カヴァーに当たり、レナード・コーエン本人から許諾を得た） 2009年8月19日
- 必要なんだよ 2010年7月7日
- 桜舞う町で 2014年3月1日
- シンパシー/光の方へ 2022年12月24日（メジャーデビュー20周年 アニバーサリーシングルCD）
- Wonderful World 2023年12月2日（内閣府 戦略的イノベーション創造プログラム（SIP）「ママもまんなか」子育て支援プロジェクト テーマソング）

### アルバム
本間かおり名義
- Message 1991年7月21日

普天間かおり名義
- 真南風（マフェー）1997年7月21日
- 14粒の愛のしずく 1999年10月5日（テレビ東京「いい旅・夢気分」エンディングテーマ「ひらひらと」収録）
- ゆがふ 2004年3月24日
- ゆらぎ 2004年9月23日（上記「祈り」「遥かな愛…」、中国料理 浜木綿 CMソング「凛として」収録）
- MONSOON　2006年4月26日（上記「花星賛歌」、テレビ東京「主治医が見つかる診療所」初代エンディングテーマ「あえかなる君」収録）
- Precious　2007年11月7日（上記「守りたいもの」収録）
- 普天間かおり シングルベスト コレクション and more !　2010年12月1日
- Smile Again 2012年10月24日
- Mellow 2014年12月24日（カヴァーアルバム）
- つたえたいことがあります 2017年2月4日
- identity～生きる、ということ～ 2017年12月9日
- 名前のない季節 2018年12月22日
- 暁 ～美ら美ら～（ちゅらぢゅら)  2020年8月8日（首里城再建応援プロジェクトアルバム）

### 歌詞集
- コトバ、オドル。 2019年12月1日

## 舞台出演
- こまつ座 第115回公演「木の上の軍隊」東京・紀伊國屋サザンシアターTAKASHIMAYA 2016年11月10日 ～ 同年11月27日 (「語る女」役)。2019年5月10日から7月22日までの日程で、こまつ座 第127回公演として全国6都市（東京・沖縄・北九州・福岡・長崎・都城）にて再演。
- イッツフォーリーズ公演「てだのふあ」プレビュー公演 東京・ルネこだいら 2022年9月2日、3日（「おかあさん」役）。同年9月14日から10月7日までの日程で、静岡・兵庫・京都・奈良・和歌山・大阪・滋賀で全20公演された。

## テレビ番組
- 第8回日本ちびっこ歌謡大賞1986年
- ときめきワイド　2000年2月4日（ハイビジョン実用試験放送NHK）
- ビューティー通信　2001年7月1日（BSジャパン）
- スタジオパーク　2001年8月24日（NHK）
- NHK歌謡コンサート　2001年11月23日、2002年1月22日、2002年12月10日（NHK）
- music tide　2003年9月22日（BS-i）
- 叙情歌大全集2010　2010年10月30日（NHK-BS2）
- 音楽の日　2013年6月29日（TBSテレビ）
- 小室等の新音楽夜話　2015年7月11日（TOKYO MX）
- 新・BS日本のうた 春らんまん！女だらけの名人戦！小林・長山・島津・普天間 2017年3月19日（NHK BSプレミアム）[1] - 「白いページの中に」、「てぃんさぐぬ花」、「さとうきび畑」（普天間かおり歌唱曲）
- 新・BS日本のうた 期待の若手大集合!真田・辰巳・新浜・津吹・山西・田中 2024年5月26日（NHK BSプレミアム4K）・2024年6月2日（NHK BS）[2] - 「Wonderful World」、「ハレルヤ」（普天間かおり歌唱曲）

## ラジオ番組

### 現在の出演番組
- Radio de Show　毎週金曜13時～16時　（ラジオ福島）
- 普天間かおりのぬちぐすいやっさー（エフエム世田谷・ラジオ福島・琉球放送）
- ラジオ・チャリティー・ミュージックソン　毎年12月24日～25日　（ラジオ福島）

### 過去の出演番組
- かおりのHello!アニポップ（東海ラジオ、本間かおり時代。放送中の1997年に芸名を本名の「普天間かおり」に変更することを発表した）
- 諭とかおりのらじとぴあワールド（ラジオ関西ほか、本間かおり時代）
- 普天間かおりのレインボーファイルパート1,2（2001年4月 - 9月、文化放送）
- かおりのヘルシー＆ダイエット（東海ラジオ）
- 上恭ノ介と普天間かおりのときめきナイト（RFラジオ日本）
- 都一中の我ら夢中人（東海ラジオ・RFラジオ日本・北海道放送・毎日放送・静岡放送　2009年3月まで）
- YAJIKITA on the road（JFN系）
- ふてんま日和～sing a song slowly～（ラジオ福島）
- 音の匠たち～普天間かおりのぬちぐすいラジオ～（ぎふチャン・KBC・YBC）
- 普天間かおりのアハハでウフフ（東海ラジオ・RBCiラジオ）
- ちゅらサンデー（ラジオ福島）
- かっとびワイド　毎週金曜13時～16時（ラジオ福島）

| 文化放送 水曜26:00-27:00 | 文化放送 水曜26:00-27:00                  | 文化放送 水曜26:00-27:00                                             |
| 前番組                   | 番組名                                    | 次番組                                                               |
| ------------------------ | ----------------------------------------- | -------------------------------------------------------------------- |
| インディーズ大辞典       | 普天間かおりのレインボーファイルパート1,2 | SCRIPT IS HERE 26:00 - 26:30扇一平のミュージックパーク 26:30 - 27:00 |

## 外部サイト
- 普天間かおりofficial web site - ページ内の「普天間ブログ」から、本人ブログ「普天間かおりブログ 絶対だはずよ！？」にリンク。
- kaori F - 旧公式ホームページ
- 普天間かおり (@kaorifutenma) - X（旧Twitter）